# Lò phản ứng phân hạch hạt nhân tự nhiên

Tình trạng địa chất ở Oklo, Gabon dẫn đến phản ứng phân hạch hạt nhân
1. Đới phản ứng phân hạch dây chuyền
2. Đá sa thạch
3. Lớp quặng urani
4. Granit

Lò phản ứng phân hạch hạt nhân tự nhiên là một hiện tượng hiếm gặp, xảy ra ở vùng nhất định trong tầng quặng urani có hàm lượng đủ giàu và khối lượng đủ lớn để phản ứng dây chuyền hạt nhân tự duy trì xảy ra.
Điều này có thể được kiểm tra bằng cách phân tích các tỷ lệ đồng vị. Sự tồn tại của hiện tượng này được nhà vật lý người Pháp Francis Perrin phát hiện vào năm 1972 ở Oklo tại Gabon, châu Phi. Điều kiện để một lò phản ứng phân hạch hạt nhân tự nhiên có thể tồn tại đã được nhà khoa học người Mỹ gốc Nhật Paul Kazuo Kuroda dự đoán vào năm 1956 . Các điều kiện được tìm thấy là rất tương tự như những gì đã được dự đoán.
Oklo là vùng mỏ duy nhất trên thế giới được biết về hiện tượng này, và bao gồm 16 đới (lò) mà tại đó các phản ứng phân hạch hạt nhân dây chuyền tự duy trì diễn ra hồi khoảng 1,7 tỷ năm trước đây, và duy trì trong khoảng thời gian một vài trăm ngàn năm. Trung bình 100 kW năng lượng nhiệt đã sinh ra trong thời gian đó .

## Lịch sử phát hiện
Tháng Năm năm 1972 tại cơ sở làm giàu urani Pierrelatte ở Pháp, khi kiểm tra phổ khối các mẫu hexafluorid urani UF6 chế biến từ quặng ở mỏ Oklo tại nước Gabon vùng trung châu Phi, cho thấy một sự khác biệt tỷ lệ đồng vị 235U. Thông thường tỷ lệ 235U trong tổng lượng urani là 0,72%, nhưng những mẫu Oklo chỉ có 0,60% và là một sự khác biệt đáng kể.
Sự khác biệt này dẫn đến yêu cầu giải trình, như tất cả các cơ sở xử lý urani dân sự phải thực hiện tỉ mỉ cho tất cả các đồng vị phân hạch, để đảm bảo rằng không một đồng vị nào được chuyển lậu cho các mục đích chế tạo vũ khí. Do đó, Commissariat à l'énergie atomique của Pháp (CEA, Hội đồng năng lượng nguyên tử Pháp) đã bắt đầu một cuộc điều tra. Một loạt các phép đo về tỷ lệ tương đối của hai đồng vị quan trọng nhất của urani (235U và 238U) từ nguyên liệu khai thác tại Oklo cho thấy kết quả là bất thường so với những gì thu được từ các mỏ urani khác. Nghiên cứu sâu hơn tầng quặng urani Oklo đã phát hiện có chỗ thì tỷ lệ 235U là thấp đến cỡ 0,44%. Các kiểm tra tiếp theo về các đồng vị khác đã cho thấy sự bất thường tương tự, chẳng hạn như neodymi và rutheni như mô tả chi tiết dưới đây.
Sự mất mát 235U này hiện ra chính xác như những gì xảy ra trong một lò phản ứng hạt nhân. Do đó, một lời giải thích có thể là các thân quặng urani đã hoạt động như một lò phản ứng phân hạch tự nhiên. Các quan sát khác cũng dẫn đến cùng một kết luận. Vào ngày 25 tháng 9 năm 1972, CEA công bố phát hiện của họ rằng các phản ứng hạt nhân dây chuyền tự duy trì đã xảy ra trên Trái đất khoảng 2 tỷ năm trước. Sau đó, các lò phản ứng phân hạch hạt nhân tự nhiên khác được phát hiện trong vùng mỏ.

## Dấu hiệu đồng vị sản phẩm phân hạch
Cùng với sự thiếu hụt tỷ lệ đồng vị 235U trong tổng lượng urani, thì lò phản ứng phân hạch để lại các đồng vị vốn là sản phẩm phân hạch, dẫn đến đồng vị này có tỷ lệ cao hơn trị bình thường trên Trái đất.

### Neodymi
Neodymi bình thường có tỷ lệ đồng vị 142Nd là 27%, tuy nhiên tại Oklo chứa ít hơn 6%. Đó là do lượng 143Nd tăng cao do phân hạch của 235U sinh ra. Trừ đi lượng 143Nd bình thường thì lượng còn lại phù hợp với số sinh ra do phân hạch.

### Rutheni
Rutheni bình thường có tỷ lệ đồng vị 99Ru là 12,7%, tuy nhiên tại Oklo chứa nhiều hơn, cỡ 27-30%. Bất thường này có thể được giải thích là, sản phẩm phân hạch của 235U bởi neutron nhiệt là tecneti 99Tc có tính phóng xạ (nguyên tố không có đồng vị bền và không tồn tại trong tự nhiên), đã phân rã thành 99Ru.
Mức 100Ru trong hỗn hợp sản phẩm phân hạch là thấp, vì một sản phẩm phân hạch khác của 235U là molypden 100Mo có tính phóng xạ phân rã thành 100Ru với chu kỳ bán rã dài cỡ 1019 năm nên ít xảy ra.

## Cơ chế lò phản ứng
Trong lò phản ứng hạt nhân nhân tạo thì nhiên liệu hạt nhân được tinh chế, đồng vị chính của nhiên liệu được làm giàu, ví dụ urani cần làm giàu 235U đến trên 3%, khối lượng nhiên liệu bố trí ở mức khối lượng tới hạn, đồng thời sử dụng hệ thống làm chậm, phản xạ hay giữ neutron, nhằm đảm bảo phản ứng dây chuyền hạt nhân tự duy trì xảy ra trong không gian lò.
Những điều kiện như vậy rất khó xảy ra trong tự nhiên, song một cách ngẫu nhiên điều khó này vẫn xuất hiện tại vùng mỏ urani lớn và đủ giàu. Hiện tượng được giải thích như sau.
Những vùng mỏ chất phóng xạ U và Th gắn liền với loại đá magma xâm nhập là granit (đá hoa cương), trong đó đới chứa khoáng vật của chất phóng xạ gọi là khoáng sàng quặng nguyên sinh (giống như vàng nguyên sinh trong đá magma xâm nhập). Sự phong hóa dẫn đến đá vỡ nát, làm chất phóng xạ hòa tan vào nước, và trong điều kiện nhất định thì các lớp sa thạch có thể bắt giữ chúng, lâu dần tạo ra khoáng sàng quặng thứ sinh (gần giống như vàng thứ sinh dạng cám lẫn trong đất cát).
Tại khoáng sàng quặng urani thứ sinh, điều kiện nước ngầm thuận lợi có thể tạo được đới tích tụ có hàm lượng đủ cao với thể tích đủ lớn, đến mức các neutron sinh ra từ một phân hạch, được nước làm chậm, đến mức khả dĩ có hơn 1 neutron bắt gặp hạt nhân 235U trong đới đó để gây ra phản ứng phân hạch. Nhiệt do phản ứng phân hạch sinh ra làm nước bốc hơi, thoát khỏi lớp sa thạch, làm giảm chất làm chậm và phản ứng phân hạch ngưng lại. Khi đã làm mát và nước ngầm chảy đến, thì trạng thái đủ cho phản ứng phân hạch xảy ra được khôi phục. Chu kỳ như vậy tiếp diễn vài trăm ngàn năm, đến khi lượng 235U trong đới nghèo hơn mức cần có để duy trì phản ứng .
Các tính toán dựa trên tích lũy một sản phẩm khác của phân hạch urani là khí xenon trong đất đá, cho thấy hiện tượng diễn ra hồi 2 tỷ năm trước, với chu kỳ gồm 2 giờ phản ứng và 30 phút làm mát, về sau chu kỳ dài hơn và là 3 giờ. Nhiệt sinh ra làm nóng đất đá lên vài trăm độ C .
Có hai yếu tố vào thời kỳ 1,7 tỷ năm trước tạo điều kiện cho phản ứng xảy ra.
Trước hết 235U có chu kỳ bán rã là 703,8 triệu năm, nên hồi 1,7 tỷ năm về trước thì tỷ lệ đồng vị của nó là 3,1%, thuận lợi cho phát sinh phản ứng. Ngày nay 235U có tỷ lệ là 0,72%, không thể gây phản ứng dây chuyền nếu không có chất làm chậm là nước nặng hoặc graphit.
Thứ hai là sự có mặt của oxy tự do trong khí quyển, bắt đầu vào 2 tỷ năm trước, là yếu tố gây phong hóa đất đá và làm urani thoát khỏi đá hòa tan vào nước. Hiện tượng phát sinh lò phản ứng trong đá trầm tích (kiểu Oklo) không xảy ra sớm hơn thời gian này .
Những nghiên cứu này rất có ý nghĩa cho việc lập khu bảo quản chất thải phóng xạ .

## Quan hệ với hằng số cấu trúc tinh tế
Lò phản ứng tự nhiên Oklo được sử dụng để kiểm tra hằng số cấu trúc tinh tế {\displaystyle \alpha } có thay đổi hay không trong 2 tỷ năm qua. Đó là vì {\displaystyle \alpha } ảnh hưởng đến mức độ phản ứng hạt nhân khác nhau. Ví dụ, samari 149Sm bắt giữ một neutron để trở thành 150Sm, và vì mức độ bắt neutron phụ thuộc vào giá trị của {\displaystyle \alpha }, tỉ số của hai đồng vị samari trong các mẫu từ Oklo có thể được sử dụng để tính giá trị của {\displaystyle \alpha } từ 2 tỷ năm trước.
Nhiều nghiên cứu đã thực hiện với các đồng vị khác nhau ở Oklo, và hầu hết cho ra {\displaystyle \alpha } như hiện nay .

## Một giả thuyết về nguồn gốc Mặt Trăng
Năm 2010 một giả thuyết gây tranh cãi về nguồn gốc Mặt Trăng được đưa ra, nói rằng Mặt Trăng có thể đã được hình thành từ một vụ nổ lò phản ứng hạt nhân trong đất, có thể đặt tên là georeactor, xảy ra hồi 4,5 tỷ năm trước, làm văng ra một phần vỏ Trái đất.
Georeactor này nằm dọc theo ranh giới lõi-lớp phủ ở mặt phẳng xích đạo của Trái đất, lúc đó quay nhanh hơn hiện nay (tức là độ dài ngày và năm thiên văn ngắn hơn hiện nay) . "Giả thuyết vụ nổ của georeactor" giải thích một phần là sự tương đồng về thành phần giữa Mặt Trăng và Trái Đất.
Song giả thuyết được chấp nhận rộng rãi hiện nay vẫn là giả thuyết va chạm khổng lồ, trong đó giải thích những điểm tương đồng về thành phần cũng tựa như vậy, nếu không phải là tốt hơn.